# Хетоморфа Зернова
Хетоморфа Зернова (Chaetomorpha zernovii) — вид морських зелених водоростей родини кладофорові (Cladophoraceae).

## Поширення
Вид є ендеміком Чорного моря. В Україні зустрічається у Херсонській області та Криму. Росте у заростях разом з іншими зеленими водоростями біля узбережжя на глибині від 0,5 до 50 м.

## Охорона
Хетоморфа Зернова занесена до Червоної книги України зі статусом «вразливий», а також до Червоної книги Чорного моря. Охороняється в межах Кримського природного заповідника («Лебедині острови»), Чорноморського біосферного заповідника та Опукського природного заповідника.